# Chloris montana
Chloris montana là một loài thực vật có hoa trong họ Hòa thảo. Loài này được Roxb. mô tả khoa học đầu tiên năm 1820.